# Brezovska Gora
Brezovska Gora este o localitate din comuna Krško, Slovenia, cu o populație de 45 de locuitori.